# راسوی ژاپنی
راسوی ژاپنی (نام علمی: Mustela itatsi) نام یک گونه از سرده راسو است.